# Slatinka nad Bebravou
Slatinka nad Bebravou (in ungherese: Alsószalatna) è un comune della Slovacchia facente parte del distretto di Bánovce nad Bebravou, nella regione di Trenčín.